# Ayuthia
Genre
Ayuthia est un genre d'insectes hémiptères de la famille des Cicadidae (cigales) et de la sous-famille des Cicadinae. 

## Répartition
Le genre Ayuthia se rencontre au Vietnam, en Thailande et en Malaisie continentale.

## Dénomination
Le genre Ayuthia a été décrit par l'entomologiste britannique William Lucas Distant en 1919 avec pour espèce type Ayuthia spectabile.

## Description
La tête, yeux compris, est plus étroite que la base du mésonotum et presque aussi longue que le pronotum. Le front est obliquement déprimé. L'écart entre les ocelles et les yeux est plus important que l'espace entre elles qui présente une rainure longitudinale large et forte. 
Le pronotum est clairement plus court que le mésonotum, d'extension latérale modérément convexe avec le bord grossièrement dentelé. La zone du bord postérieur est modérément large et présente des angles latéraux tronqués. Le métasternum est élevé. L'opercule chez le mâle est court et large s'étendant au-delà de la base du métasternum.
Les fémurs antérieurs sont fortement épineux sur le dessous. Le rostre atteint la base du métasternum.
Les élytres et les ailes sont semi-opaques avec les élytres comportant huit cellules apicales.

## Taxinomie
Ce taxon est monospécifique, :
- Ayuthia spectabile Distant, 1919